# Prattville (Alabama)
Prattville város az USA Alabama államában Autauga megyében (melynek megyszékhelye is) és Elmore megyében. Lakosainak száma 37 781 fő (2020. április 1.).

## Népesség
A település népességének változása:
| Lakosok száma | 24 303 | 33 960 | 37 781 |
|               | 2000   | 2010   | 2020   |